# John Mayer/Diskografie
Diese Diskografie ist eine Übersicht über die musikalischen Werke des US-amerikanischen Singer-Songwriters John Mayer. Den Schallplattenauszeichnungen zufolge hat er bisher mehr als 56,6 Millionen Tonträger verkauft, davon alleine in seiner Heimat über 48,3 Millionen. Seine erfolgreichste Veröffentlichung ist das Debütalbum Room for Squares mit über 5,5 Millionen verkauften Einheiten.

## Alben

### Studioalben
| Jahr | Titel Musiklabel                                  | Höchstplatzierung, Gesamtwochen, AuszeichnungChartplatzierungen (Jahr, Titel, Musiklabel, Platzierungen, Wochen, Auszeichnungen, Anmerkungen) | Höchstplatzierung, Gesamtwochen, AuszeichnungChartplatzierungen (Jahr, Titel, Musiklabel, Platzierungen, Wochen, Auszeichnungen, Anmerkungen) | Höchstplatzierung, Gesamtwochen, AuszeichnungChartplatzierungen (Jahr, Titel, Musiklabel, Platzierungen, Wochen, Auszeichnungen, Anmerkungen) | Höchstplatzierung, Gesamtwochen, AuszeichnungChartplatzierungen (Jahr, Titel, Musiklabel, Platzierungen, Wochen, Auszeichnungen, Anmerkungen) | Höchstplatzierung, Gesamtwochen, AuszeichnungChartplatzierungen (Jahr, Titel, Musiklabel, Platzierungen, Wochen, Auszeichnungen, Anmerkungen) | Anmerkungen                             |
| Jahr | Titel Musiklabel                                  | DE | AT | CH | UK | US | Anmerkungen                             |
| ---- | ------------------------------------------------- | --- | --- | --- | --- | --- | --------------------------------------- |
| 2001 | Room for Squares Columbia Records (Sony)          | DE55 (10 Wo.)DE | — | — | UK— SilberUK | US8 ×5Fünffachplatin · (95 Wo.)US | Erstveröffentlichung: 5. Juni 2001      |
| 2003 | Heavier Things Aware Records (Sony)               | DE60 (2 Wo.)DE | — | — | UK74 Silber · (1 Wo.)UK | US1 ×3Dreifachplatin · (98 Wo.)US | Erstveröffentlichung: 9. September 2003 |
| 2006 | Continuum Aware Records (Sony BMG)                | DE39 (5 Wo.)DE | — | — | UK46 Gold · (3 Wo.)UK | US2 ×4Vierfachplatin · (128 Wo.)US | Erstveröffentlichung: 9. September 2006 |
| 2009 | Battle Studies Columbia Records (Sony)            | DE39 (4 Wo.)DE | AT60 (1 Wo.)AT | CH45 (4 Wo.)CH | UK35 Gold · (1 Wo.)UK | US1 ×2Doppelplatin · (54 Wo.)US | Erstveröffentlichung: 16. November 2009 |
| 2012 | Born and Raised Columbia Records (Sony)           | DE17 (2 Wo.)DE | AT19 (2 Wo.)AT | CH9 (5 Wo.)CH | UK4 Silber · (3 Wo.)UK | US1 Gold · (28 Wo.)US | Erstveröffentlichung: 8. Mai 2012       |
| 2013 | Paradise Valley Columbia Records (Sony)           | DE17 (2 Wo.)DE | AT13 (2 Wo.)AT | CH4 (5 Wo.)CH | UK4 Silber · (4 Wo.)UK | US2 Gold · (22 Wo.)US | Erstveröffentlichung: 16. August 2013   |
| 2017 | The Search for Everything Columbia Records (Sony) | DE44 (2 Wo.)DE | AT46 (2 Wo.)AT | CH16 (3 Wo.)CH | UK16 Silber · (4 Wo.)UK | US2 Gold · (21 Wo.)US | Erstveröffentlichung: 14. April 2017    |
| 2021 | Sob Rock Columbia Records (Sony)                  | DE5 (4 Wo.)DE | AT8 (4 Wo.)AT | CH4 (7 Wo.)CH | UK4 (2 Wo.)UK | US2 (6 Wo.)US | Erstveröffentlichung: 16. Juli 2021     |

### Livealben
| Jahr | Titel Musiklabel                                                                             | Höchstplatzierung, Gesamtwochen, AuszeichnungChartplatzierungen (Jahr, Titel, Musiklabel, Platzierungen, Wochen, Auszeichnungen, Anmerkungen) | Höchstplatzierung, Gesamtwochen, AuszeichnungChartplatzierungen (Jahr, Titel, Musiklabel, Platzierungen, Wochen, Auszeichnungen, Anmerkungen) | Höchstplatzierung, Gesamtwochen, AuszeichnungChartplatzierungen (Jahr, Titel, Musiklabel, Platzierungen, Wochen, Auszeichnungen, Anmerkungen) | Höchstplatzierung, Gesamtwochen, AuszeichnungChartplatzierungen (Jahr, Titel, Musiklabel, Platzierungen, Wochen, Auszeichnungen, Anmerkungen) | Höchstplatzierung, Gesamtwochen, AuszeichnungChartplatzierungen (Jahr, Titel, Musiklabel, Platzierungen, Wochen, Auszeichnungen, Anmerkungen) | Anmerkungen                                                 |
| Jahr | Titel Musiklabel                                                                             | DE | AT | CH | UK | US | Anmerkungen                                                 |
| ---- | -------------------------------------------------------------------------------------------- | --- | --- | --- | --- | --- | ----------------------------------------------------------- |
| 2003 | Any Given Thursday Aware Records (Sony)                                                      | — | — | — | — | US17 Platin · (31 Wo.)US | Erstveröffentlichung: 30. Januar 2003                       |
| 2004 | As/Is: Volume Two (Live @ Mountain View, CA – 07/16/04) Selbstverlag                         | — | — | — | — | — | Erstveröffentlichung: 10. August 2004                       |
| 2004 | As/Is: Volume Three (Live @ Houston, TX – 07/24/04) Selbstverlag                             | — | — | — | — | — | Erstveröffentlichung: 17. August 2004                       |
| 2004 | As/Is: Volume Four (Cleveland / Cincinnati, OH – 08/03/04–08/04/04) Selbstverlag             | — | — | — | — | — | Erstveröffentlichung: 24. August 2004                       |
| 2004 | As/Is: Volume Five (Live @ Philadelphia, PA & Hartford, CT – 08/14/04–08/15/04) Selbstverlag | — | — | — | — | — | Erstveröffentlichung: 31. August 2004                       |
| 2005 | Try! Aware Records (Sony)                                                                    | — | — | — | — | US— GoldUS | Erstveröffentlichung: 22. November 2005 als John Mayer Trio |
| 2008 | Where the Light Is: John Mayer Live in Los Angeles Columbia Records (Sony)                   | DE81 (1 Wo.)DE | — | — | — | US5 Platin · (27 Wo.)US | Erstveröffentlichung: 1. Juli 2008                          |

### Kompilationen
| Jahr | Titel Musiklabel              | Höchstplatzierung, Gesamtwochen, AuszeichnungChartplatzierungen (Jahr, Titel, Musiklabel, Platzierungen, Wochen, Auszeichnungen, Anmerkungen) | Höchstplatzierung, Gesamtwochen, AuszeichnungChartplatzierungen (Jahr, Titel, Musiklabel, Platzierungen, Wochen, Auszeichnungen, Anmerkungen) | Höchstplatzierung, Gesamtwochen, AuszeichnungChartplatzierungen (Jahr, Titel, Musiklabel, Platzierungen, Wochen, Auszeichnungen, Anmerkungen) | Höchstplatzierung, Gesamtwochen, AuszeichnungChartplatzierungen (Jahr, Titel, Musiklabel, Platzierungen, Wochen, Auszeichnungen, Anmerkungen) | Höchstplatzierung, Gesamtwochen, AuszeichnungChartplatzierungen (Jahr, Titel, Musiklabel, Platzierungen, Wochen, Auszeichnungen, Anmerkungen) | Anmerkungen                                                                              |
| Jahr | Titel Musiklabel              | DE | AT | CH | UK | US | Anmerkungen                                                                              |
| ---- | ----------------------------- | --- | --- | --- | --- | --- | ---------------------------------------------------------------------------------------- |
| 2004 | As/Is Columbia Records (Sony) | — | — | — | — | — | Erstveröffentlichung: 19. Oktober 2004 enthält eine Auswahl der fünf As/Is Livealben/EPs |

### EPs
| Jahr | Titel Musiklabel                                                  | Höchstplatzierung, Gesamtwochen, AuszeichnungChartplatzierungen (Jahr, Titel, Musiklabel, Platzierungen, Wochen, Auszeichnungen, Anmerkungen) | Höchstplatzierung, Gesamtwochen, AuszeichnungChartplatzierungen (Jahr, Titel, Musiklabel, Platzierungen, Wochen, Auszeichnungen, Anmerkungen) | Höchstplatzierung, Gesamtwochen, AuszeichnungChartplatzierungen (Jahr, Titel, Musiklabel, Platzierungen, Wochen, Auszeichnungen, Anmerkungen) | Höchstplatzierung, Gesamtwochen, AuszeichnungChartplatzierungen (Jahr, Titel, Musiklabel, Platzierungen, Wochen, Auszeichnungen, Anmerkungen) | Höchstplatzierung, Gesamtwochen, AuszeichnungChartplatzierungen (Jahr, Titel, Musiklabel, Platzierungen, Wochen, Auszeichnungen, Anmerkungen) | Anmerkungen                                    |
| Jahr | Titel Musiklabel                                                  | DE | AT | CH | UK | US | Anmerkungen                                    |
| ---- | ----------------------------------------------------------------- | --- | --- | --- | --- | --- | ---------------------------------------------- |
| 1999 | Inside Wants Out Mayer Music                                      | — | — | — | — | US22 (9 Wo.)US | Erstveröffentlichung: 24. September 1999       |
| 2003 | As/Is: Volume One Selbstverlag                                    | — | — | — | — | — | Erstveröffentlichung: 1. Dezember 2003 Live-EP |
| 2006 | The Village Sessions Columbia Records (Sony BMG)                  | — | — | — | — | US22 (9 Wo.)US | Erstveröffentlichung: 2006                     |
| 2012 | The Complete 2012 Performances Collection Columbia Records (Sony) | — | — | — | — | US17 (2 Wo.)US | Erstveröffentlichung: 3. August 2012           |
| 2017 | The Search for Everything: Wave One Columbia Records (Sony)       | — | — | — | — | US2 (4 Wo.)US | Erstveröffentlichung: 20. Januar 2017          |
| 2017 | The Search for Everything: Wave Two Columbia Records (Sony)       | — | — | — | — | US13 (2 Wo.)US | Erstveröffentlichung: 24. Februar 2017         |

## Singles

### Als Leadmusiker
| Jahr | Titel Album                                                     | Höchstplatzierung, Gesamtwochen, AuszeichnungChartplatzierungen (Jahr, Titel, Album, Platzierungen, Wochen, Auszeichnungen, Anmerkungen) | Höchstplatzierung, Gesamtwochen, AuszeichnungChartplatzierungen (Jahr, Titel, Album, Platzierungen, Wochen, Auszeichnungen, Anmerkungen) | Höchstplatzierung, Gesamtwochen, AuszeichnungChartplatzierungen (Jahr, Titel, Album, Platzierungen, Wochen, Auszeichnungen, Anmerkungen) | Höchstplatzierung, Gesamtwochen, AuszeichnungChartplatzierungen (Jahr, Titel, Album, Platzierungen, Wochen, Auszeichnungen, Anmerkungen) | Höchstplatzierung, Gesamtwochen, AuszeichnungChartplatzierungen (Jahr, Titel, Album, Platzierungen, Wochen, Auszeichnungen, Anmerkungen) | Anmerkungen                                              |
| Jahr | Titel Album                                                     | DE | AT | CH | UK | US | Anmerkungen                                              |
| ---- | --------------------------------------------------------------- | --- | --- | --- | --- | --- | -------------------------------------------------------- |
| 2002 | No Such Thing Room for Squares                                  | — | — | — | UK42 (2 Wo.)UK | US13 Platin · (24 Wo.)US | Erstveröffentlichung: 18. Februar 2002                   |
| 2002 | Your Body Is a Wonderland Room for Squares                      | DE51 (9 Wo.)DE | AT48 (9 Wo.)AT | — | UK— SilberUK | US18 ×2Doppelplatin · (29 Wo.)US | Erstveröffentlichung: 14. Oktober 2002                   |
| 2003 | Why Georgia Room for Squares                                    | — | — | — | — | US— GoldUS | Erstveröffentlichung: 29. April 2003                     |
| 2003 | Bigger Than My Body Heavier Things                              | — | — | — | UK72 (1 Wo.)UK | US33 (20 Wo.)US | Erstveröffentlichung: 25. August 2003                    |
| 2004 | Daughters Heavier Things                                        | — | — | — | — | US19 ×2Doppelplatin · (23 Wo.)US | Erstveröffentlichung: 28. September 2004                 |
| 2006 | Waiting on the World to Change Continuum                        | — | — | — | — | US14 ×4Vierfachplatin · (40 Wo.)US | Erstveröffentlichung: 1. August 2006                     |
| 2007 | Gravity Continuum                                               | — | — | — | — | US71 ×2Doppelplatin · (4 Wo.)US | Erstveröffentlichung: 31. Januar 2007                    |
| 2007 | Dreaming with a Broken Heart Continuum                          | — | — | — | — | US99 Platin · (2 Wo.)US | Erstveröffentlichung: 4. Juli 2007                       |
| 2007 | Say Continuum                                                   | — | — | — | — | US12 ×3Dreifachplatin · (28 Wo.)US | Erstveröffentlichung: 20. November 2007                  |
| 2008 | Free Fallin’ Where the Light Is: John Mayer Live in Los Angeles | — | — | — | UK— GoldUK | US51 ×2Doppelplatin · (10 Wo.)US | Erstveröffentlichung: Juli 2008                          |
| 2009 | Who Says Battle Studies                                         | — | — | — | — | US17 Platin · (8 Wo.)US | Erstveröffentlichung: 13. Oktober 2009                   |
| 2009 | Heartbreak Warfare Battle Studies                               | — | — | — | — | US34 Platin · (20 Wo.)US | Erstveröffentlichung: 19. Oktober 2009                   |
| 2010 | Half of My Heart Battle Studies                                 | — | — | — | — | US25 Platin · (20 Wo.)US | Erstveröffentlichung: 21. Juni 2010 feat. Taylor Swift   |
| 2012 | Shadow Days Born and Raised                                     | — | — | — | — | US42 (3 Wo.)US | Erstveröffentlichung: 5. März 2012                       |
| 2013 | Paper Doll Paradise Valley                                      | — | — | — | — | US77 (1 Wo.)US | Erstveröffentlichung: 18. Juni 2013                      |
| 2013 | Wildfire Paradise Valley                                        | — | — | — | — | US85 (3 Wo.)US | Erstveröffentlichung: 16. Juli 2013                      |
| 2013 | Who You Love Paradise Valley                                    | — | — | — | — | US48 Gold · (2 Wo.)US | Erstveröffentlichung: 3. September 2013 feat. Katy Perry |
| 2014 | XO –                                                            | — | — | — | UK— SilberUK | US90 Gold · (1 Wo.)US | Erstveröffentlichung: 27. Mai 2014                       |
| 2016 | Love on the Weekend The Search for Everything                   | — | — | — | — | US53 Gold · (2 Wo.)US | Erstveröffentlichung: 17. November 2016                  |
| 2017 | Still Feel Like Your Man The Search for Everything              | — | — | — | — | — | Erstveröffentlichung: 5. April 2017                      |
| 2018 | New Light Sob Rock                                              | — | — | CH— GoldCH | UK— SilberUK | US— ×2DoppelplatinUS | Erstveröffentlichung: 10. Mai 2018                       |
| 2019 | I Guess I Just Feel Like Sob Rock                               | — | — | — | — | US94 Gold · (1 Wo.)US | Erstveröffentlichung: 22. Februar 2019                   |
| 2019 | Carry Me Away Sob Rock                                          | — | — | — | — | — | Erstveröffentlichung: 6. Juni 2019                       |
| 2021 | Last Train Home Sob Rock                                        | — | — | — | UK91 (1 Wo.)UK | — | Erstveröffentlichung: 4. Juni 2021                       |
| 2022 | Shot in The Dark Sob Rock                                       | — | — | — | — | — | Erstveröffentlichung: 11. Februar 2022                   |

### Als Gastmusiker
| Jahr | Titel Album                              | Höchstplatzierung, Gesamtwochen, AuszeichnungChartplatzierungen (Jahr, Titel, Album, Platzierungen, Wochen, Auszeichnungen, Anmerkungen) | Höchstplatzierung, Gesamtwochen, AuszeichnungChartplatzierungen (Jahr, Titel, Album, Platzierungen, Wochen, Auszeichnungen, Anmerkungen) | Höchstplatzierung, Gesamtwochen, AuszeichnungChartplatzierungen (Jahr, Titel, Album, Platzierungen, Wochen, Auszeichnungen, Anmerkungen) | Höchstplatzierung, Gesamtwochen, AuszeichnungChartplatzierungen (Jahr, Titel, Album, Platzierungen, Wochen, Auszeichnungen, Anmerkungen) | Höchstplatzierung, Gesamtwochen, AuszeichnungChartplatzierungen (Jahr, Titel, Album, Platzierungen, Wochen, Auszeichnungen, Anmerkungen) | Anmerkungen                                                                         |
| Jahr | Titel Album                              | DE | AT | CH | UK | US | Anmerkungen                                                                         |
| --- | ---------------------------------------- | --- | --- | --- | --- | --- | ----------------------------------------------------------------------------------- |
| 2005 | Go! Be                                   | — | — | — | UK79 (1 Wo.)UK | US79 (6 Wo.)US | Erstveröffentlichung: 14. Juni 2005 Common feat. John Mayer & Kanye West            |
| 2008 | Beat It Live in Phoenix                  | DE69 (8 Wo.)DE | AT75 (1 Wo.)AT | — | UK21 Silber · (21 Wo.)UK | US19 Platin · (7 Wo.)US | Erstveröffentlichung: 25. März 2008 Fall Out Boy feat. John Mayer                   |
| 2019 | Outta My Head Free Spirit                | — | — | — | UK45 (4 Wo.)UK | US58 Platin · (1 Wo.)US | Erstveröffentlichung: 14. Juni 2019 Khalid feat. John Mayer                         |
| 2020 | Inside Friend –                          | — | — | — | — | — | Erstveröffentlichung: 10. April 2020 Leon Bridges feat. John Mayer                  |
| 2022 | Never Gonna Be Alone –                   | — | — | — | — | — | Erstveröffentlichung: 10. Juni 2022 Jacob Collier feat. Lizzy McAlpine & John Mayer |
| 2024 | Automatic Yes Telos                      | — | — | — | — | — | Erstveröffentlichung: 11. Oktober 2022 Zedd feat. John Mayer                        |
| Folgende Lieder erschienen nicht als Single, wurden aber durch das Album zum Download und Streaming bereitgestellt und konnten somit eine Platzierung erlangen: |                                          | | | | | |                                                                                     |
| |                                          | | | | | |                                                                                     |
| 2024 | Better Days The Great American Bar Scene | — | — | — | — | US46 Gold · (4 Wo.)US | Charteinstieg: 20. Juli 2024 Zach Bryan feat. John Mayer                            |

## Videoalben
| Jahr | Titel Musiklabel                                   | Höchstplatzierung, Gesamtwochen, AuszeichnungChartplatzierungen (Jahr, Titel, Musiklabel, Platzierungen, Wochen, Auszeichnungen, Anmerkungen) | Höchstplatzierung, Gesamtwochen, AuszeichnungChartplatzierungen (Jahr, Titel, Musiklabel, Platzierungen, Wochen, Auszeichnungen, Anmerkungen) | Höchstplatzierung, Gesamtwochen, AuszeichnungChartplatzierungen (Jahr, Titel, Musiklabel, Platzierungen, Wochen, Auszeichnungen, Anmerkungen) | Höchstplatzierung, Gesamtwochen, AuszeichnungChartplatzierungen (Jahr, Titel, Musiklabel, Platzierungen, Wochen, Auszeichnungen, Anmerkungen) | Höchstplatzierung, Gesamtwochen, AuszeichnungChartplatzierungen (Jahr, Titel, Musiklabel, Platzierungen, Wochen, Auszeichnungen, Anmerkungen) | Anmerkungen                        |
| Jahr | Titel Musiklabel                                   | DE | AT | CH | UK | US | Anmerkungen                        |
| ---- | -------------------------------------------------- | --- | --- | --- | --- | --- | ---------------------------------- |
| 2003 | Any Given Thursday                                 | — | — | — | UK44 (1 Wo.)UK | — | Erstveröffentlichung: 2003         |
| 2008 | Where the Light Is: John Mayer Live in Los Angeles | — | — | — | UK3 (10 Wo.)UK | — | Erstveröffentlichung: 1. Juli 2008 |

## Boxsets
| Jahr | Titel                                         | Anmerkungen                        |
| ---- | --------------------------------------------- | ---------------------------------- |
| 2009 | Room for Squares / Heavier Things / Continuum | Erstveröffentlichung: 29. Mai 2009 |
| 2012 | The Collection: John Mayer                    | Erstveröffentlichung: 2012         |

## Promoveröffentlichungen
| Jahr | Titel Album                            | Anmerkungen                                                        |
| ---- | -------------------------------------- | ------------------------------------------------------------------ |
| 2004 | Clarity Heavier Things                 | Erstveröffentlichung: 2004                                         |
| 2010 | Perfectly Lonely Battle Studies        | Erstveröffentlichung: 2010                                         |
| 2012 | Queen of California Born and Raised    | Erstveröffentlichung: 23. Juli 2012                                |
| 2012 | Something Like Olivia Born and Raised  | Erstveröffentlichung: 2012                                         |
| 2017 | In the Blood The Search for Everything | Erstveröffentlichung: 6. Juni 2017 · Verkäufe: + 545.000, US: Gold |

## Sonderveröffentlichungen
| Jahr | Titel                             | Anmerkungen                                  |
| ---- | --------------------------------- | -------------------------------------------- |
| 2007 | Room for Squares / Heavier Things | Erstveröffentlichung: 2007 Teil der Reihe x2 |

## Statistik

### Chartauswertung
|                     | DE    | AT    | CH    | UK    | US     |
| ------------------- | ----- | ----- | ----- | ----- | ------ |
| Nummer-eins-Alben   | DE—DE | AT—AT | CH—CH | UK—UK | US3US  |
| Top-10-Alben        | DE1DE | AT1AT | CH3CH | UK3UK | US10US |
| Alben in den Charts | DE9DE | AT5AT | CH5CH | UK7UK | US14US |

|                       | DE    | AT    | CH    | UK    | US     |
| --------------------- | ----- | ----- | ----- | ----- | ------ |
| Nummer-eins-Singles   | DE—DE | AT—AT | CH—CH | UK—UK | US—US  |
| Top-10-Singles        | DE—DE | AT—AT | CH—CH | UK—UK | US—US  |
| Singles in den Charts | DE2DE | AT2AT | CH—CH | UK6UK | US23US |

|                          | DE    | AT    | CH    | UK    | US    |
| ------------------------ | ----- | ----- | ----- | ----- | ----- |
| Nummer-eins-Videoalben   | DE—DE | AT—AT | CH—CH | UK—UK | US—US |
| Top-10-Videoalben        | DE—DE | AT—AT | CH—CH | UK1UK | US—US |
| Videoalben in den Charts | DE—DE | AT—AT | CH—CH | UK2UK | US—US |

### Auszeichnungen für Musikverkäufe
| Land/RegionAuszeichnungen für Musikverkäufe (Land/Region, Auszeichnungen, Verkäufe, Quellen) | Silber       | Gold       | Platin         | Verkäufe   | Quellen                 |
| -------------------------------------------------------------------------------------------- | ------------ | ---------- | -------------- | ---------- | ----------------------- |
| Australien (ARIA)                                                                            | —            | 12× Gold12 | 26× Platin26   | 1.910.000  | aria.com.au             |
| Brasilien (PMB)                                                                              | —            | 3× Gold3   | Platin1        | 105.000    | pro-musicabr.org.br BR2 |
| Dänemark (IFPI)                                                                              | —            | 11× Gold11 | 26× Platin26   | 1.510.000  | ifpi.dk                 |
| Italien (FIMI)                                                                               | —            | Gold1      | —              | 35.000     | fimi.it                 |
| Kanada (MC)                                                                                  | —            | 4× Gold4   | 12× Platin12   | 1.240.000  | musiccanada.com         |
| Mexiko (AMPROFON)                                                                            | —            | —          | 3× Platin3     | 180.000    | Einzelnachweise         |
| Neuseeland (RMNZ)                                                                            | —            | 3× Gold3   | 22× Platin22   | 600.000    | radioscope.co.nz NZ2    |
| Niederlande (NVPI)                                                                           | —            | 4× Gold4   | Platin1        | 180.000    | nvpi.nl                 |
| Norwegen (IFPI)                                                                              | —            | Gold1      | —              | 30.000     | ifpi.no                 |
| Polen (ZPAV)                                                                                 | —            | Gold1      | —              | 25.000     | olis.pl                 |
| Schweden (IFPI)                                                                              | —            | Gold1      | —              | 40.000     | Einzelnachweise         |
| Schweiz (IFPI)                                                                               | —            | Gold1      | —              | 10.000     | hitparade.ch            |
| Spanien (Promusicae)                                                                         | —            | 4× Gold4   | Platin1        | 180.000    | elportaldemusica.es     |
| Vereinigte Staaten (RIAA)                                                                    | —            | 12× Gold12 | 45× Platin45   | 48.300.000 | riaa.com                |
| Vereinigtes Königreich (BPI)                                                                 | 10× Silber10 | 4× Gold4   | —              | 2.300.000  | bpi.co.uk               |
| Insgesamt                                                                                    | 10× Silber10 | 62× Gold62 | 137× Platin137 |            |                         |